# Lennart Torstenson
Lennart Torstenson (ou Lennart Torstensson), né le 17 août 1603 à Forstena (Västergötland) et mort le 7 avril 1651 à Stockholm, est un homme de guerre suédois. Il fut aussi conseiller du royaume de Suède et gouverneur de province. Il était le fils de Torsten Lennartson, gouverneur de la forteresse de Älvsborg.
Il adapta l'usage de l'artillerie sur les champs de bataille, faisant d'elle une arme plus mobile que ce qu'on connaissait jusqu'alors. Il réussit quelques sièges très importants de la guerre de Trente Ans ainsi que pendant la guerre de la Suède contre le Danemark entre 1643 et 1645. L'époque de son commandement est une des plus glorieuses de l'histoire militaire de la Suède.   

## Sa vie

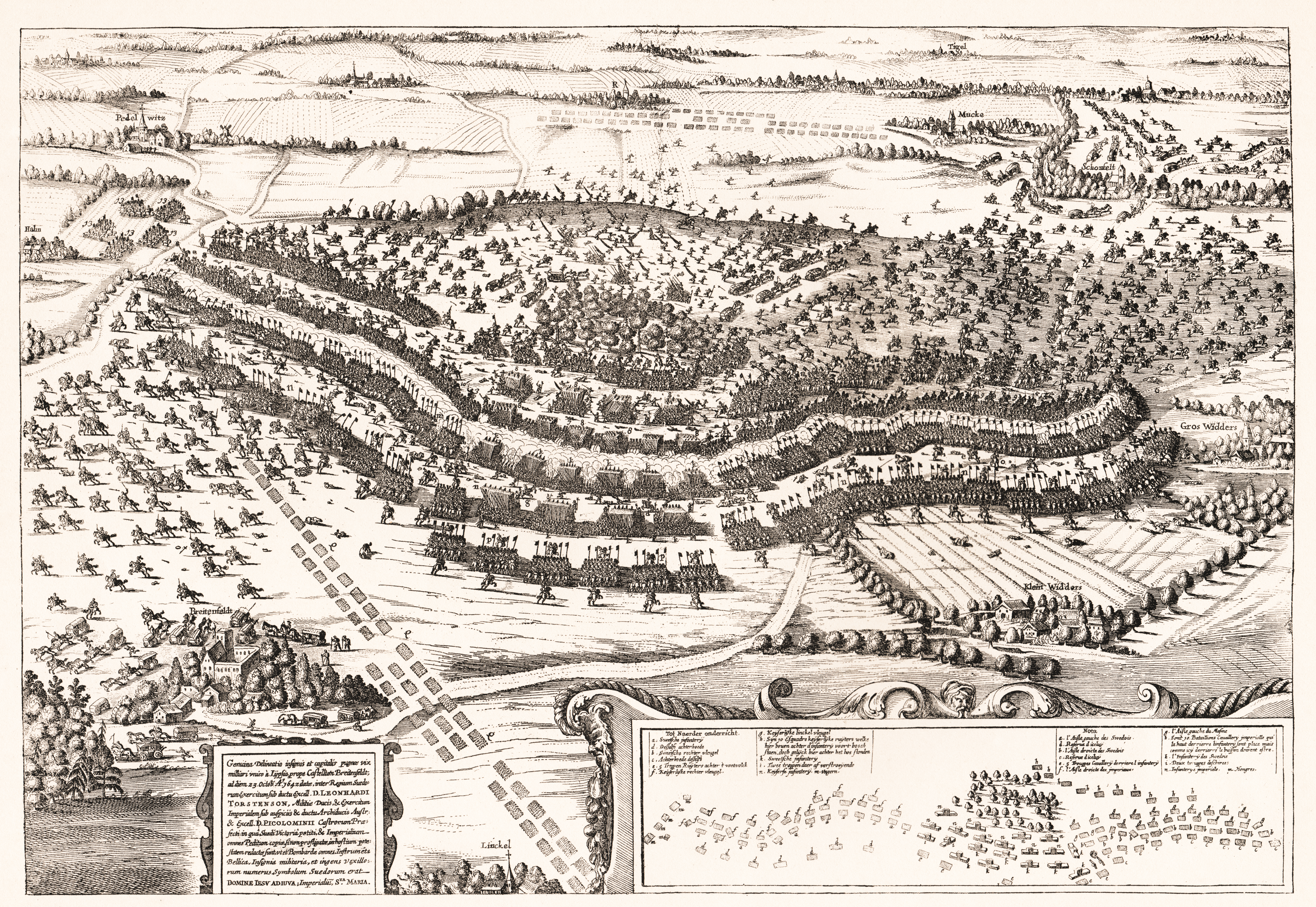
Bataille de Breitenfeld, 1642.

À quinze ans, il fut l'un des pages du jeune roi Gustave-Adolphe. Il entra dans la carrière militaire et servit dans l'armée suédoise pendant les campagnes de Prusse en 1628 et 1629. 
Promu au commandement de l'artillerie suédoise en 1629, il contribua de façon décisive aux victoires acquises lors des batailles de Breitenfeld en 1631 et de Rain am Lech en 1632. La même année, il fut fait prisonnier par Wallenstein à Alte Veste et resta incarcéré presque un an à Ingolstadt. 
Sous les ordres de Johan Banér, il se rendit très utile pendant la bataille de Wittstock en 1636, pendant la défense très vigoureuse de la Poméranie suédoise en 1637 - 1638, lors de la bataille de Chemnitz en 1638, enfin pendant la campagne de Bohême en 1639. La maladie le contraignit à retourner en Suède en 1641. Il fut nommé au Conseil Privé. Il revint en Allemagne en 1641, à la suite de la mort de Banér. Il fut alors nommé maréchal, généralissime des armées et gouverneur général de la Poméranie suédoise.
En 1642 il avança à travers le Brandebourg et la Silésie vers la Moravie, prenant sur sa route toutes les forteresses de quelque importance. De retour vers la Saxe, il écrasa l'armée impériale à la seconde bataille de Breitenfeld le 23 octobre 1642. En 1643 il fut rappelé précipitamment pour attaquer le Danemark. Son intervention rapide et inattendue permit de neutraliser la défense terrestre danoise, bien que sa propre position dans le Jutland fut très peu assurée pendant quelque temps du fait de la remarquable conduite de la flotte danoise par le roi de Danemark Christian IV.
En 1644, il commanda pour la troisième fois l'armée suédoise en Allemagne, battant les impériaux de Gallas à Jüterbog le 23 novembre. Début novembre 1645, il entra avec ses troupes en Bohême. Il gagna l'éclatante victoire de Jankau le 6 mars au cours de laquelle les armées coalisées de l'Empire et de la Bavière furent victimes d'une tactique génialement conduite cependant que leur commandant en chef, Melchior von Hatzfeld était fait prisonnier. Cette victoire lui ouvrait la route de Vienne d'où l'Empereur s'enfuit alors vers Prague. Au début d'avril il était aux portes de Vienne mais son armée épuisée ne put forcer le passage du Danube et fut vaincue par l'Archiduc Léopold-Wilhelm dans le quartier de Brigittenau. Torstenson, perclus par la goutte, fut obligé d'abandonner son commandement, et en décembre il retournait en Suède. 
Il fut anobli comme comte en 1647. De 1648 à 1651 il fut gouverneur général des provinces occidentales. Après sa mort, il fut inhumé avec tous les honneurs dans l'église de Riddarholm qui est une sorte de Panthéon suédois. 
Torstenson dut ses nombreux succès militaires à son extrême rapidité de manœuvre qui surprenait ses ennemis, bien que lui-même fut devenu impotent, par la goutte, au point de ne plus pouvoir monter à cheval et qu'il menât ses troupes depuis une litière dans laquelle il se faisait transporter. Il est considéré comme un des plus géniaux généraux d'artillerie et, plus généralement comme un des plus grands chefs de guerre de la Suède.   

### Descendance
Son fils Anders Torstenson (1641-1686) fut gouverneur général d'Estonie de  1674 à 1681. La lignée familiale s'éteignit en 1727.